# Риболла
Риболла (итал. Ribolla) — фракция коммуны Роккастрада в провинции Гроссето в области Тоскана Итальянской Республики. По данным XIV переписи населения Италии 2001 года, численность населения составляла 2115 человек.

## География

### Географическое положение
Находится в географической области Маремма в итальянском регионе Тоскана. Располагается в 16 км к юго-западу от административного центра коммуны — селения Роккастрада. Высота над уровнем моря — 57 м.

### Климат
По Классификации климатов Кёппена, климат селения определяется как Csa — Средиземноморский климат. Температура здесь в среднем 14,5°C. Среднегодовая норма осадков — 842 мм.